# Nuova Repubblica
La Nuova Repubblica (New Republic) è un governo immaginario della serie fantascientifica di Guerre stellari. Viene introdotta nell'Universo espanso come erede della Repubblica Galattica e dell'Alleanza Ribelle, subentrando allo sconfitto Impero Galattico alla guida della galassia. In seguito appare anche nelle opere canoniche Star Wars: Aftermath, Star Wars: Lost Stars e nella trilogia sequel, nelle quali viene attaccata e sconfitta dal Primo Ordine.

## Storia
Dopo la vittoria riportata sull'Impero Galattico nella battaglia di Endor, avvenuta nel 4 ABY e raccontata nel Il ritorno dello Jedi, l'Alleanza Ribelle si trasforma nella Nuova Repubblica, a simboleggiare la sua diretta discendenza dalla Repubblica Galattica che era esistita prima dell'Impero. Con l'intento di riportare la democrazia nella galassia, la Repubblica continua a combattere i resti dell'Impero nei romanzi Star Wars: Aftermath e Star Wars: Lost Stars, fino a cogliere una vittoria decisiva nella battaglia di Jakku nel 5 ABY. Un trattato di pace, il Concordato Galattico, viene quindi firmato tra i belligeranti, mentre gli ultimi sostenitori dell'Impero si ritirano nelle Regioni Ignote, dove costituiscono una sacca di resistenza che col tempo si organizza nel Primo Ordine. Per la Nuova Repubblica si apre quindi un lungo periodo di pace e di ricostruzione.
Col passare degli anni, nel Senato si formano due fazioni: i centristi, che sostengono una capitale stabile, un governo più forte e una forte demilitarizzazione delle forze armate; e i populisti, tra cui la Principessa Leila, che invece desiderano un governo più compassionevole per il popolo e una capitale sempre diversa per includere tutti i pianeti della galassia, e che premono per rimanere vigili e armarsi di fronte alla minaccia del Primo Ordine. La fazione di Leila perde però supporto quando viene scoperta la sua parentela con Dart Fener; messa in minoranza, Leila fonda quindi con alcuni generali che l'avevano seguita in guerra dai tempi dell'Alleanza Ribelle una nuova forza militare per difendere la Repubblica, chiamata Resistenza.
Nel 34 ABY ne Il risveglio della Forza, il Primo Ordine attacca improvvisamente la Nuova Repubblica con la superarma Base Starkiller, distruggendo l'intero sistema di Hosnian, incluso il pianeta-capitale di Hosnian Prime, uccidendo miliardi di persone e mettendo in ginocchio la Repubblica. Ne Gli ultimi Jedi le forze della Nuova Repubblica sono allo sbando, ma ne L'ascesa di Skywalker si coalizzano e aiutano la Resistenza a distruggere la flotta imperiale su Exegol.

## Ordinamento
La Nuova Repubblica si basa su una forma di governo democratica. Pur mantenendo la figura del cancelliere, questo ruolo viene spogliato di gran parte delle sue funzioni e poteri, che sono fatte confluire invece in un nuovo Senato Galattico. Il senato è il massimo organo legislativo, con rappresentanti eletti da tutti i pianeti e popoli della Repubblica attraverso un voto popolare. La capitale è posta inizialmente sul pianeta Chandrila, ma in seguito si decide di farla ruotare periodicamente tra tutti i pianeti della confederazione, così da non dare eccessiva importanza a un membro in particolare. Dietro un'apparente aria di unità, durante la sua esistenza la Nuova Repubblica è attraversata da due correnti contrapposte, che premono una per una maggior indipendenza dei pianeti membri e l'altra per una centralizzazione del potere e dei processi decisionali. Questo, congiunto all'assenza di una figura di comando e di una progressiva smilitarizzazione, costituisce la maggior debolezza della Nuova Repubblica.

## Universo espanso
Nell'Universo espanso la Nuova Repubblica viene creata dall'Alleanza Ribelle dopo la sconfitta dell'Impero Galattico nella battaglia di Endor. Formata nel 5 ABY, dopo la dissoluzione della Alleanza dei Pianeti Liberi — creata direttamente dopo la battaglia di Endor come governo intermedio — diventa il governo della galassia. Guidata da Mon Mothma e dall'ammiraglio Ackbar, nei suoi primi anni di esistenza la Nuova Repubblica continua a combattere l'Impero Galattico per liberare quei settori della galassia ancora sotto il controllo imperiale. Nei due anni successivi la flotta repubblicana libera molti mondi nell'Anello Mediano e in quello Interno, espandendosi verso i mondi del Nucleo e assicurandosi basi militari importanti per future incursioni. Coruscant viene conquistato tre anni dopo la battaglia di Endor nella serie di romanzi Star Wars: X-wing, grazie al Rogue Squadron. Con la cattura del pianeta-capitale molti mondi neutrali iniziano a vedere il nuovo governo come un'organizzazione forte e seria, e non più come una debole banda di ribelli. Nonostante alcune minacce isolate come quella posta dal signore della guerra Zsinj, verso la fine dell'8 ABY circa tre quarti della galassia è entrato a far parte della Repubblica.
Uno dei pericoli maggiori si verifica nel 9 ABY nella Trilogia di Thrawn, quando il grand'ammiraglio Thrawn si pone a capo dell'Imperial Remnant e porta a termine una campagna travolgente contro la Nuova Repubblica. Il conflitto politico interno riduce l'efficacia nel rispondere alla minaccia, ma nonostante numerose sconfitte, la Repubblica riesce a raggiungere la vittoria nella battaglia di Bilbringi. Thrawn viene ucciso e le sue forze vengono disperse; la Repubblica lancia una serie di attacchi nei settori della galassia ancora in mano all'Impero, uscendone vittoriosa per un certo periodo. Un anno dopo, nella miniserie a fumetti Star Wars: Il lato oscuro della Forza, il risorto Palpatine comanda un'offensiva dal Nucleo Profondo. Di fronte a forze superiori e a un certo numero di superarmi, la Nuova Repubblica deve ritirarsi e ripiegare su azioni di guerriglia ma riesce infine a prevalere nella battaglia di Onderon, che si conclude con la sconfitta di Palpatine grazie a Luke Skywalker.
La guerra con i resti dell'Impero si trascina ancora per qualche tempo, finché nella serie La mano di Thrawn, Mon Mothma e il comandante supremo Gilad Pellaeon firmano un armistizio che mette definitivamente fine alla guerra civile galattica. In questo periodo alla guida della Nuova Repubblica si succedono Mon Mothma, la Principessa Leila, Ponc Gavrisom e Borsk Fey'lya, che fungono da capi di Stato a fianco al Senato. Il potere del governo viene decentralizzato e spostato più verso i sistemi locali, planetari, settoriali e regionali per evitare la centralizzazione del potere accaduta sotto Palpatine.
Negli anni molte figure di spicco che hanno guidato le trasformazioni politiche della Repubblica si dimettono e vengono sostituite da senatori meno coerenti, che causano discordie e paralisi decisionali all'interno del governo, tanto che nel 25 ABY, come raccontato in The New Jedi Order, il Senato risulta paralizzato da incompetenza e codardia. Quando il popolo extragalattico degli yuuzhan vong lancia quindi la sua invasione della galassia, l'amministrazione Fey'lya non prende la minaccia sul serio, se non quando è troppo tardi, e i vong travolgono le forze repubblicane, conquistando grandi porzioni della galassia e portando allo sfaldamento del governo. Il senato viene rilocato su Mon Cala, e dopo una lunga campagna Cal Omas viene eletto come capo di Stato, nell'ultima elezione della Nuova Repubblica. Dopo la decisiva battaglia di Ebaq 9, Omas riorganizza le rimanenze della Repubblica nella Federazione Galattica delle Alleanze Libere. L'Alleanza cerca di correggere molti dei problemi che il tipo di governo precedente aveva fatto sorgere, collaborando con l'Ordine Jedi e con l'Imperial Remnant per sconfiggere gli yuuzhan vong e terminare la guerra nel 30 ABY.
Negli anni successivi l'Alleanza Galattica continua a regnare su gran parte della galassia al fianco dell'Impero Fel, fronteggiando diverse minacce come la seconda guerra civile galattica in Legacy of the Force. Nel fumetto Star Wars: Eredità, ambientato oltre 130 anni dopo la battaglia di Endor, l'Alleanza Galattica viene annientata da un attacco congiunto dell'Impero e del One Sith di Darth Krayt; nei sette anni successivi però l'organismo si riorganizza e si allea con i Jedi e con l'Impero per rovesciare il nemico comune e instaurare un triumvirato galattico.